# Helastia angusta
Helastia angusta är en fjärilsart som beskrevs av Robin C. Craw 1987. Helastia angusta ingår i släktet Helastia och familjen mätare. Inga underarter finns listade i Catalogue of Life.